# Cincinnati Bengals 1997
La stagione 1997 dei Cincinnati Bengals è stata la 29ª della franchigia nella National Football League, la 31ª complessiva. Dopo avere vinto la prima gara della stagione, i Bengals persero le successive sette partite e ogni speranza di raggiungere i playoff. Le difficoltà costarono a Jeff Blake il posto di quarterback titolare, con l'ex quarterback di Cincinnati Boomer Esiason, tornato in estate, a prendere il suo posto. Con Esiason i Bengals iniziarono a vincere, con il giocatore che lanciò 13 touchdown a fronte di 2 soli intercetti. La squadra terminò con un record di 7-9 ma proprio mentre stava per assicurare a Esiason il posto di titolare fisso la stagione successive, questi firmò un lucrativo contratto con la rete televisiva ABC per commentare il Monday Night Football. Il running back Corey Dillon stabilì un record per un rookie (in seguito superato) con 246 yard corse contro i Tennessee Oilers il 4 dicembre.

## Roster
| Roster dei Cincinnati Bengals nel 1997 |
| --- |
| Quarterback - 8 Jeff Blake - 7 Boomer Esiason - 15 Eric Kresser Running Back - 21 Eric Bieniemy KR - 32 Ki-Jana Carter - 28 Corey Dillon - 45 Ty Douthard - 44 Brian Milne FB Wide Receiver - 80 David Dunn KR - 85 James Hundon - 84 Mike Jenkins - 86 Darnay Scott Tight End - 89 Marco Battaglia - 88 Steve Bush - 82 Tony McGee Offensive Linemen - 71 Willie Anderson T - 66 Ken Blackman G - 74 Rich Braham G - 65 Darrick Brilz C - 75 Anthony Brown G/T - 72 Scott Brumfield G - 62 Brock Gutierrez C - 60 Rod Jones T - 64 Rod Payne C - 77 Kevin Sargent T Defensive Linemen - 96 Brentson Buckner NT - 92 John Copeland DE - 94 Jevon Langford DE - 67 Kimo von Oelhoffen NT - 97 Andre Purvis DE - 93 Mike Thompson NT - 99 Dan Wilkinson DE Linebacker - 55 Andre Collins OLB - 98 Canute Curtis OLB - 51 Gerald Dixon OLB - 50 James Francis OLB - 91 Billy Granville ILB - 56 Ricardo McDonald ILB - 58 Steve Tovar ILB - 57 Reinard Wilson OLB Defensive Back - 33 Ashley Ambrose CB - 30 Cory Gilliard S - 34 Tremain Mack SS - 31 Greg Myers FS/PR - 26 Bo Orlando FS - 27 Tito Paul CB - 23 Corey Sawyer CB - 35 Sam Shade SS - 22 Jimmy Spencer CB - 42 Lawrence Wright SS Special Team - 11 Lee Johnson P - 9 Doug Pelfrey K - 59 Greg Truitt LS Lista delle riserve - 41 Scottie Graham RB (IR) - 81 Carl Pickens WR (IR) - 79 Ramondo Stallings DE (IR) - 52 Tim Terry OLB (IR) - 53 Tom Tumulty ILB (IR) |
| Legenda - I rookie sono in corsivo. - Il primo ruolo è il principale mentre gli eventuali successivi indicano i ruoli secondari. - (IR) sta per Injured Reserve ed indica la lista ristretta per un solo giocatore infortunato che può tornare ad allenarsi dopo la settimana 6 e a rientrare in prima squadra dopo che questa ha giocato 8 partite. - (NF-Inj.) / (NF-Ill.) stanno rispettivamente per Non-Football Injured e Non-Football Illness ed indicano le liste dove viene inserito un giocatore che ha un infortunio o una malattia non dipendente dal football americano. - (PUP) sta per Physically Unable to Perform ed indica la lista dove viene inserito un giocatore mentre è in attesa di recuperare la condizione fisica. Nella stagione regolare dopo la sesta partita giocata dalla propria squadra, il giocatore ha tempo tre settimane per riprendere ad allenarsi, più tre settimane aggiuntive dal suo rientro agli allenamenti per rientrare in prima squadra. |

## Calendario
| Stagione regolare |                    |                         |                    |                    |                    |
| Turno             | Data               | Avversario              | Risultato          | Pubblico           | Record             |
| 1                 | 31 agosto          | Arizona Cardinals       | V 24–21            | 53,644             | 1–0                |
| 2                 | 7 settembre        | at Baltimore Ravens     | S 23–10            | 52,968             | 1–1                |
| 3                 | Settimana di pausa | Settimana di pausa      | Settimana di pausa | Settimana di pausa | Settimana di pausa |
| 4                 | 21 settembre       | at Denver Broncos       | S 38–20            | 73,871             | 1–2                |
| 5                 | 28 settembre       | New York Jets           | S 31–14            | 57,209             | 1–3                |
| 6                 | 5 ottobre          | at Jacksonville Jaguars | S 21–13            | 67,128             | 1–4                |
| 7                 | 12 ottobre         | at Tennessee Oilers     | S 30–7             | 17,071             | 1–5                |
| 8                 | 19 ottobre         | Pittsburgh Steelers     | S 26–10            | 60,020             | 1–6                |
| 9                 | 26 ottobre         | at New York Giants      | S 29–27            | 72,584             | 1–7                |
| 10                | 2 novembre         | San Diego Chargers      | V 38–31            | 53,754             | 2–7                |
| 11                | 9 novembre         | at Indianapolis Colts   | V 28–13            | 58,473             | 3–7                |
| 12                | 16 novembre        | at Pittsburgh Steelers  | S 20–3             | 55,226             | 3–8                |
| 13                | 23 novembre        | Jacksonville Jaguars    | V 31–26            | 55,158             | 4–8                |
| 14                | 30 novembre        | at Philadelphia Eagles  | S 44–42            | 66,623             | 4–9                |
| 15                | 4 dicembre         | Tennessee Oilers        | V 41–14            | 49,086             | 5–9                |
| 16                | 14 dicembre        | Dallas Cowboys          | V 31–24            | 60,043             | 6–9                |
| 17                | 21 dicembre        | Baltimore Ravens        | V 16–14            | 50,917             | 7–9                |

Note
- Gli avversari della propria division sono in grassetto.

## Classifiche
| AFC Central Division     |    |   |   |      |     |     |     |
|                          | V  | S | P | %    | PF  | PS  | STR |
| (2) Pittsburgh Steelers  | 11 | 5 | 0 | .688 | 372 | 307 | S1  |
| (5) Jacksonville Jaguars | 11 | 5 | 0 | .688 | 394 | 318 | V2  |
| Tennessee Oilers         | 8  | 8 | 0 | .500 | 333 | 310 | V1  |
| Cincinnati Bengals       | 7  | 9 | 0 | .438 | 355 | 405 | V3  |
| Baltimore Ravens         | 6  | 9 | 1 | .406 | 326 | 345 | S1  |